# Stroopwafel

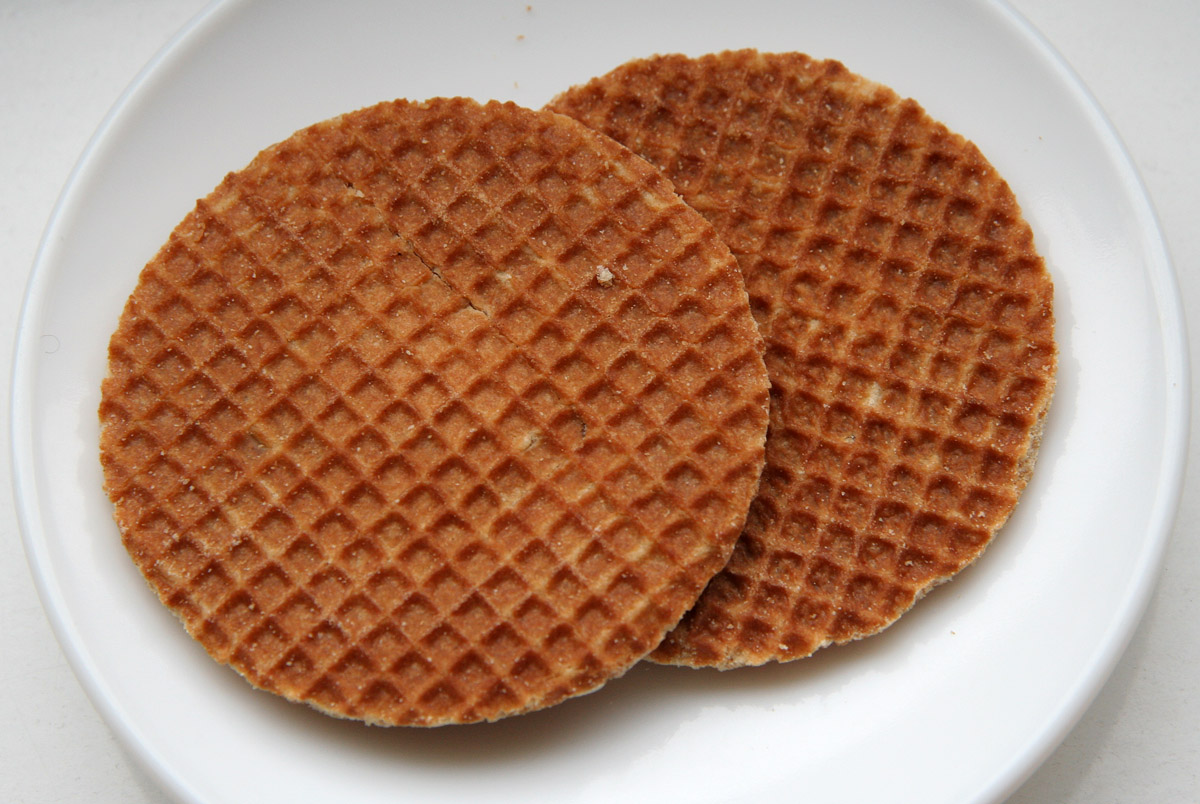
Stroopwafel

Stroopwafel eller siroopwafel, ungefär "sirapsvåffla", är ett bakverk från Nederländerna. Det består av två våfflor med sirap emellan. Kakan kallas även för honungskaka i Sverige.

## Historia
Stroopwafeln blev känd i slutet av 1700-talet i Nederländerna. Det finns olika teorier om hur kakan kom till men den vanligaste är att en okänd holländsk bagare från staden Gouda tog rester från dagens bakelser och sötade med sirap, och sedan satte dem i ett våffeljärn. Han tyckte att resultatet blev bra och gjorde den lite finare och började sälja i sin butik.[källa behövs]
I början av 1900-talet började ett flertal fabriker producera stroopwafels. År 1960 fanns det sjutton fabriker, varav fyra fortfarande var aktiva 2008.